# گله چغار
گله چغار (به لاتین: Galleh Chaghar) یک منطقهٔ مسکونی در افغانستان است که در ولایت بادغیس واقع شده‌است.